# Kwak Kyung-keun
Gwak Kyung-Keun (10 de outubro de 1972) é um ex-futebolista profissional sul-coreano que atuava como atacante.

## Carreira
Gwak Kyung-Keun representou a Seleção Sul-Coreana de Futebol nas Olimpíadas de 1992.